# Georg Strauss (Verbandsfunktionär)
Georg Strauss (geboren 22. August 1896 in Berlin; gestorben 1975 in Givʿatajim in Israel) war ein deutscher und israelischer Unternehmer, Schriftsteller, Verbandsfunktionär und Verleger. Er war jüdischen Glaubens.

## Familie
Georg Strauss war der Sohn des Kaufmanns Moritz Strauss (1860–1946) und dessen Ehefrau Elisabeth Ferber (1873–1940). Sein Bruder war der spätere Hochschullehrer Walter Strauss. Verheiratet war er mit der in Teplitz-Schönau geborenen Zahnärztin Miriam Scheurer (* 1899).

## Beruflicher Werdegang
Seinem Studium in Breslau folgte 1922 die Promotion zum Dr. phil. in Berlin. Ab dem 8. August 1922 war Georg Strauss neben Walter Moses und Martin Bandmann (* 1900) unter dem späteren israelischen Politiker Benno Cohen (1894–1975) Mitglied der Bundesleitung des jüdischen Wanderbundes Blau-Weiß sowie parallel bis 1925 als Unternehmensleiter in Berlin tätig. 1926 folgte die Tätigkeit als Verlagsleiter der Zeitschrift für Textilwirtschaft , um danach 1933 die Agriculture et artisanat für jüdische Emigration in Paris mitzugründen. 1934 war er Mitgründer der Gesellschaft zur Förderung wirtschaftlicher Interessen von in Deutschland wohnhaften oder wohnhaft gewesenen Juden m. b. H. (F. W. I.) und ab 1935 neben dem Rechtsanwalt Alfred Levi und Ernst Lehmann (1902–1979) als Geschäftsführer tätig.
1924 war er Mitbegründer des Palästinaamtes in Berlin und 1933 der Reichsvertretung der Deutschen Juden und 1933/1934 an der Reorganisation beteiligt. Zuvor war Georg Strauss ins Mandatsgebiet Palästina gereist. Anschließend wurde er Verlagsdirektor der Jüdischen Rundschau.
Nach einer Reise und Rückkehr aus Amsterdam wurde er wegen Devisenvergehens verhaftet und angeklagt.
Der Emigration 1937 nach Italien folgte seine Forschungstätigkeit im Bereich Kunstgeschichte und Geisteswissenschaften in Florenz, um 1939 nach Palästina auszuwandern und 1940 bei der 1902 gegründeten Anglo-Palestine Bank tätig zu sein.
Als Herausgeber der seit 1941 verlegten Monatszeitschrift des Industrieverbandes HaTaʿassiyyah (hebräisch הַתַּעֲשִׂיָּה ‚Die Industrie‘), die 1943 in die Israel Periodicals Co. Ltd. aufging, gemeinsam von 1943 bis 1965 mit dem späteren Politiker Fritz Lewinson verkaufte Georg Strauss seinen Geschäftsanteil und wandte sich der Schriftstellerei zu.

## Veröffentlichungen
- 1959: Im Zeichen der Sistina.[6]
- 1966: Irrlichter und Leitgestirne.[7]
- 1966: Davida und Griechische Elegie.[8]
- 1966: Vita Nuova in Kanaan.[9]
- 1968: Die Magische Kette.[10]
- 1971: Schön sagenhaft.[11]